# Conrad Cappi
Conrad Cappi (auch Konrad, Curd oder Curt Cappi; * 8. Januar 1878 als Conrad Heinrich Paul Lehmann in Weimar, Deutsches Reich; † 7. Oktober 1964 in Linz, Österreich) war ein deutsch-österreichischer Schauspieler.

## Leben
Der geborene Conrad Lehmann war ein Sohn des Großherzoglichen Hofschauspielers Guido Lehmann (1826–1909) und dessen Ehefrau Marie, geb. Hauser. Ab 1896 in Graz wohnhaft, studierte er vier Semester an der Technischen Hochschule. Danach war er als Rechnungsbeamter der steiermärkischen Statthalterei bedienstet. Nachdem er bereits 1908 zum Theater gestoßen war, ließ er sich im Oktober 1912 in den zeitlichen Ruhestand versetzen und ging nach Berlin, um sich ganz der Bühne zu widmen. Ab diesem Zeitpunkt führte er den amtlichen Familiennamen Cappi. Im Jahre 1919 übernahm er erstmals eine Filmrolle.
Cappi arbeitete auf der Bühne und vor der Kamera als klassischer Kleindarsteller. Vor allem in den frühen 1920er Jahren und dann erneut im Dritten Reich wirkte er in mehreren Kinofilmen mit, zuletzt mit Auftritten von Sekundenkürze. Er verkörperte einen Drehorgelspieler ebenso wie einen Intendanten, einen Theaterportier ebenso wie einen Büroangestellten.
Von 1940 bis 1943 soll Cappi trotz nachweislich intensiver Filmtätigkeit und fortgeschrittenem Alter in der Wehrmacht gedient haben. Anschließend übersiedelte er ins oberösterreichische  Linz und zog sich ins Privatleben zurück. Er starb 1964 im Pflegeheim „Haus der Barmherzigkeit“.

## Filmografie (Auswahl)
- 1920: Der Unerkannte
- 1920: Der Schrecken der Millionäre
- 1920: Das Geheimnis der Mitternachtsstunde
- 1920: In den Goldfeldern von Nevada
- 1921: Die Brillantenmieze
- 1921: Die kleine Midinette
- 1921: Die goldene Pest
- 1922: Sterbende Völker (2 Teile)
- 1922: Der Roman einer Halbweltdame
- 1922: Abenteuer der Liebe
- 1922: Im Glutrausch der Sinne
- 1922: Die rote Marianne
- 1928: Polnische Wirtschaft
- 1929: Das Recht der Ungeborenen
- 1930: Namensheirat
- 1933: Das Tankmädel
- 1935: Die selige Exzellenz
- 1935: Eine Nacht an der Donau
- 1936: Arzt aus Leidenschaft
- 1936: Ave Maria
- 1936: Moral
- 1936: Ein Lied klagt an
- 1936: Ritt in die Freiheit
- 1936: Truxa
- 1937: Unter Ausschluß der Öffentlichkeit
- 1937: Die Korallenprinzessin
- 1938: Die fromme Lüge
- 1938: Mordsache Holm
- 1938: Zwei Frauen
- 1938: Tanz auf dem Vulkan
- 1939: Die Geliebte
- 1939: Die barmherzige Lüge
- 1939: Die Frau ohne Vergangenheit
- 1939: Hochzeit mit Hindernissen
- 1939: Weißer Flieder
- 1940: Falstaff in Wien
- 1940: Die Rothschilds
- 1940: Kleider machen Leute
- 1941: Jungens
- 1941: Der Meineidbauer
- 1941: Rembrandt
- 1942: Die goldene Stadt
- 1942: Wir machen Musik
- 1942: Die Entlassung
- 1942: Karneval der Liebe
- 1943: Geliebter Schatz
- 1943: Die goldene Spinne